# Kowadełko

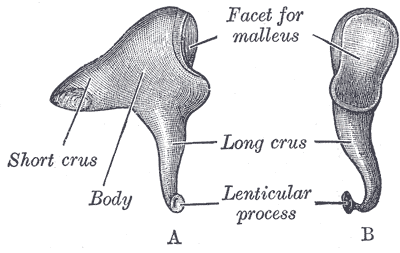
Schemat budowy kowadełka.

Kowadełko (łac. incus) – jedna z trzech kosteczek słuchowych u ssaków. Położona jest w jamie bębenkowej. Przekazuje drgania dźwiękowe z ucha zewnętrznego do ucha wewnętrznego.
Znajduje się w uchu środkowym. Swoją powierzchnią stawową łączy się z główką młoteczka (łac. caput mallei) a odnogą długą (łac. crus longum) jest ruchomo połączona z głową strzemiączka. Ewolucyjnie wywodzi się z kości kwadratowej gadów, która pierwotnie pochodzi z kości osłaniających pierwszą szparę skrzelową ryb (tryskawkę).
Jego odkrywcą (podobnie jak młoteczka) jest Alessandro Achillini.